# Euphorbia heyligersiana
Euphorbia heyligersiana là một loài thực vật có hoa trong họ Đại kích. Loài này được P.I.Forst. mô tả khoa học đầu tiên năm 1994.